# Spelaeogervaisia jonescui
Spelaeogervaisia jonescui är en mångfotingart som beskrevs av Henri W. Brölemann 1914. Spelaeogervaisia jonescui ingår i släktet Spelaeogervaisia och familjen Doderiidae. Inga underarter finns listade i Catalogue of Life.